# Conoesucus semiauratus
Conoesucus semiauratus är en nattsländeart som beskrevs av Mosely in Mosely och Douglas E. Kimmins 1953. Conoesucus semiauratus ingår i släktet Conoesucus och familjen Conoesucidae. Inga underarter finns listade i Catalogue of Life.